# Saison 2 de Grimm
Chronologie
Saison 1 Saison 3
Cet article présente les vingt-deux épisodes de la deuxième saison de la série télévisée américaine Grimm.

## Synopsis
Dans cette saison, Nick doit faire face à de nouvelles créatures, toutes plus dangereuses les unes que les autres. Son secret pèse cependant moins lourd, car Hank est au courant de l'existence des Wesen. Après être sorti du coma, Juliette ne se souvient plus de Nick et traverse de nombreuses et étranges épreuves. Rosalee et Monroe se rapprochent, tandis qu'Adalind tente de récupérer ses pouvoirs d'Hexenbiest.

## Distribution

### Acteurs principaux
- David Giuntoli (VF : Pascal Nowak) : Nick Burkhardt
- Russell Hornsby (VF : Gilles Morvan) : Hank Griffin
- Bitsie Tulloch (VF : Pamela Ravassard) : Juliette Silverton
- Silas Weir Mitchell (VF : Constantin Pappas) : Eddie Monroe
- Sasha Roiz (VF : Loïc Houdré) : capitaine Sean Renard
- Reggie Lee (VF : Didier Cherbuy) : sergent Wu
- Bree Turner (VF : Céline Mauge) : Rosalee Calvert
- Claire Coffee (VF : Sybille Tureau) : Adalind Schade

### Acteurs récurrents
- Robert Blanche (en) (VF : Michel Vigné) : le sergent Franco
- Sharon Sachs (VF : Marie-Martine) : Dr Harper
- Danny Bruno (en) (VF : Sylvain Clément) : Bud (récurrence à travers les saisons)
- James Frain (VF : Lionel Tua) : Eric Renard
- Michael Grant Terry (VF : Nicolas Beaucaire) : Ryan Smulson
- Christian Lagadec (VF : Adrien Larmande) : Sebastien, l'espion du capitaine Renard
- Shohreh Aghdashloo (VF : Anie Balestra) : Stefania Vaduva Popescu (récurrence à travers les saisons)
- Mary McDonald-Lewis (VF : Julie Carli) : Frau Pech

### Invités
- Mary Elizabeth Mastrantonio (VF : Frédérique Tirmont) : Kelly Burkhardt (épisodes 1 et 2)
- Jessica Tuck (VF : Emmanuelle Bondeville) : Catherine (épisodes 1 et 2)
- Mike Dopud (VF : Pierre Margot) : Marnassier (épisodes 1 et 2)
- Brian Tee (VF : Stéphane Marais) : Akira Kimura (épisode 1)
- Ryan Sands : agent spécial Lofthouse (épisode 2)
- Brian Silverman : agent spécial Xavier Kosloski (épisode 2)
- Mark Pellegrino (VF : David Kruger) : Jarold Kempfer (épisode 3)
- John Pyper-Ferguson (VF : Laurent Mantel) : Hayden Walker (épisode 3)
- Hunter Jackson (VF : Thibaut Belfodil) : Todd (épisode 3)
- Kelli Kirkland (VF : Laura Zichy) : Dr Hodgkins (épisode 3)
- Kevin Shinick (VF : Valéry Schatz) : Ryan Gilko (épisode 4)
- Erin McGarry (VF : Laura Zichy) : l'officier (épisode 4)
- Robert Alan Barnett (VF : Jean-François Roubaud) : Matthew (épisodes 5 et 14)
- Jonathan Scarfe (VF : Denis Laustriat) : le révérend Calvin (épisode 5)
- Kristina Anapau (VF : Caroline Victoria) : Megan Marston (épisode 5)
- Jeanine Jackson (VF : Ève Lorach) : Paula (épisode 5)
- Jaime Ray Newman (VF : Anne Dolan) : Angelina Lasser (épisode 6)
- Alice Evans (VF : Vanina Pradier) : Mia (épisode 6)
- Matt Gerald (VF : Julien Kramer) : Arbok (épisode 6)
- Josh Stewart (VF : William Coryn) : Bill Granger (épisode 7)
- Jim Crino (VF : Patrice Dozier) : Leroy Estes (épisodes 7 et 14)
- Abby Dylan (VF : Sophie Riffont) : Jess Reilly (épisode 7)
- Keith Cable (VF : Jerome Wiggins) : Dave, le père accueillant April (épisode 7)
- Karen Wennstrom (VF : Caroline Beaune) : la mère accueillant April (épisode 7)
- Logan Miller (VF : Gabriel Bismuth-Bienaimé) : Pierce Higgins (épisode 8)
- Mary Page Keller (VF : Caroline Beaune) : Dr Higgins (épisode 8)
- Hans Altwies (VF : Sébastien Finck) : le coach Don Elliot Anker (épisode 8)
- Tierra Valentine (VF : Lucille Boudonnat) : Jenny Lee (épisode 8)
- Johnny Fergus (VF : Jerome Wiggins) : le client (épisode 8)
- Kate del Castillo (VF : Sophie Riffont) : Valentina Espinosa (épisode 9)
- Tony Calvino (VF : Patrice Dozier) : l'officier (épisodes 9 et 10)
- Jonah Kellams (VF : Gabriel Bismuth-Bienaimé) : l'enfant déguisé en zombi no 2 (épisode 9)
- Bertila Damas : Pilar (épisodes 9, 17 et 18)
- Michael Maize (VF : Yann Peira) : Adrian Zayne (épisode 10)
- Shelley B. Shelley (VF : Laura Zichy) : Cynthia Reynolds (épisode 10)
- Sapphire Lichelle James (VF : Ingrid Donnadieu) : Donna Reynolds (épisode 10)
- Michael Patten (VF : Patrice Dozier) : Richard Berna (épisode 10)
- Jason Gedrick (VF : Bruno Choël) : Craig Wendell Ferren (épisode 11)
- Lisa Vidal (VF : Laura Zichy) : le procureur Lauren Castro (épisodes 11 et 17)
- Jamie McShane : Johnny Kreski (épisode 11)
- Katie Walder (VF : Agnès Cirasse) : Elisha (épisode 11)
- Bradley Goodwill (VF : Patrice Dozier) : l'avocat de Ferren (épisode 11)
- Cherif Khazem (VF : Patrice Baudrier) : l'homme français (épisode 12)
- Martyn G. Krouse (VF : Patrice Baudrier) : Hundjager no 1 (épisodes 12 et 13)
- Jeb Berrier (VF : Patrice Dozier) : Al Eckert (épisode 13)
- Callard Harris (VF : Thibaut Belfodil) : Cole Pritchard (épisode 14)
- Lili Mirojnick (VF : Sylvie Jacob) : Krystal Fletcher (épisode 14)
- Eric Martin Reid (VF : Philippe Bozo) : Gus (épisode 14)
- Spencer Conway (VF : Emmanuel Lemire) : Alexander (épisode 14)
- Kieren Hutchison (VF : Olivier Chauvel) : Andre (épisode 15)
- Jenny Wade (VF : Marie Millet) : Casey (épisode 15)
- Megan Henning : Molly Fisk (épisode 15)
- Eric Lange (VF : Gérard Darier) : Dominick Spinner (épisode 16)
- Camille Chen : Jenna Marshall (épisode 16)
- Chris Murray (VF : Gilduin Tissier) : Trinket Lipslums (épisode 16)
- Jennifer Rowe (VF : Elsa Bougerie) : Debra Cooper (épisode 16)
- Brian Finney (VF : Philippe Catoire) : Barry Kelog (épisode 17)
- Phillip Keiman (VF : Stéphane Bazin) : Don Nidaria (épisode 17)
- Erica Sullivan : Katherine Nidaria (épisode 17)
- Diane Englert : Vera Montgomery (épisode 17)
- Gill Gayle (VF : Pascal Casanova) : Markus Hemmings (épisode 18)
- Peter Anthony Jacobs : Thom Evans (épisode 18)
- Eric Tiede (VF : Stanislas Forlani) : Vincent (épisode 19)
- Erin Way (VF : Zina Khakhoulia) : Jocelyn (épisode 19)
- David Bodin (VF : Jean-Claude Donda) : Robert Hadley (épisode 19)
- Mark Fullerton (VF : Dominique Collignon-Maurin) : George Lazure (épisode 19)
- Greg Michaels (VF : Patrice Baudrier) : le shérif Doug Parcell (épisode 19)
- Glen Baggerly (VF : Patrice Baudrier) : agent d'intervention (épisode 19)
- Nora Zehetner (VF : Julie Turin) : Chloé Sedgewick (épisode 20)
- Brian Gant : Anton Cole (épisode 20)
- Gavin Bristol (VF : Jean Rieffel) : Guy (épisode 20)
- Reg E. Cathey (VF : Jean-Michel Martial) : Baron Samedi (épisodes 21 et 22)

## Production
Le 16 mars 2012, la série a été renouvelée pour cette deuxième saison, composée de 22 épisodes, au cours de la diffusion de la première saison.

### Casting
Bree Turner (Rosalee Calvert) et Claire Coffee (Adalind Schade) rejoignent la distribution principale.
Les acteurs James Frain et Michael Grant Terry ont obtenu un rôle récurrent.
Les acteurs Mark Pellegrino, Alice Evans, Shohreh Aghdashloo, Josh Stewart, Kristina Anapau, Kate del Castillo, Jason Gedrick et Reg E. Cathey ont obtenu un rôle le temps d'un épisode.

### Tournage
Le tournage de la saison a débuté le 30 mai 2012 à Portland.

### Équipe technique
- Musique : Richard Marvin
- Direction de la photographie : Marshall Adams, ASC
- Réalisateurs : Steven DePaul (épisode 21)

### Diffusions
- Aux États-Unis et au Canada, la saison est diffusée simultanément et a débuté le 13 août 2012, le lendemain de la clôture des Jeux olympiques d'été de 2012.
- Le 30 novembre 2012, NBC a annoncé que la série aura une pause hivernale et reviendra le 8 mars 2013[16].
- Le 19 avril 2013, NBC annonce le déplacement de la série pour le mardi à 22 h à compter du 30 avril 2013, déplaçant l'épisode 19 initialement prévu pour le 26 avril 2013[17]. Le soir même, NBC n'a pas diffusé l'épisode 18 afin de couvrir les événements en direct survenus après les attentats du marathon de Boston. Au Canada, CTV opère le même changement mais en raison d'un conflit d'horaire, le 19e épisode est exceptionnellement diffusé sur CTV Two.
- En France la série a d'abord été diffusée sur SyFy France du 9 avril 2013 au 1er octobre 2013 puis du 7 février 2014 au 18 avril 2014 sur NT1.

## Liste des épisodes

### Épisode 1:Les Dents de la mort
- États-Unis /  Canada : 13 août 2012 sur NBC[18] / CTV[19]
- France :
- 9 avril 2013 sur Syfy France[20]
- 7 février 2014 sur NT1
- Québec : 19 août 2013 sur Ztélé[21]

- États-Unis : 5,64 millions de téléspectateurs[22] (première diffusion)
- Canada : 1,24 million de téléspectateurs[23] (première diffusion)
- France : 360 000 téléspectateurs[24](deuxième diffusion)

- Brian Tee (Kimura)
- Mary Elizabeth Mastrantonio (Kelly Burkhardt)
- James Frain (Eric Renard)

Tandis que Nick et sa mère se battent contre Kimura, des agents portuaires sont tués par un Wesen. Après leur face à face avec Kimura, Nick tente de se faire au fait que sa mère, Kelly Burkhardt, soit de retour. Elle révèle à Nick ce qui s'est passé il y a 18 ans, ainsi que l'identité de la personne morte aux côtés de son père dans l'accident de voiture. Kimura est arrêté et la mère de Nick doit absolument lui parler.
Pendant ce temps, Rosalee a trouvé ce qu'Adalind a fait à Juliette et il est impératif de lui administrer l'antidote le plus vite possible. Le capitaine Renard apprend alors que Juliette est dans le coma et sait exactement ce qui s'est passé. Il ordonne à la mère d'Adalind de sauver Juliette avant qu'il ne soit trop tard, car Renard ne veut pas d'un Grimm enragé qui pourrait se mettre à chasser à travers le monde.

### Épisode 2:La Belle Endormie
- États-Unis /  Canada : 20 août 2012 sur NBC / CTV
- France :
- 9 avril 2013 sur Syfy France[20]
- 7 février 2014 sur NT1
- Québec : 26 août 2013 sur Ztélé

- États-Unis : 4,9 millions de téléspectateurs[25] (première diffusion)
- Canada : 1,07 million de téléspectateurs[26] (première diffusion)
- France : 350 000 téléspectateurs[27](deuxième diffusion)

- Mary Elizabeth Mastrantonio (Kelly Burkhardt)
- Mike Dopud (Smilodon)
- Jessica Tuck (Catherine Schades)

### Épisode 3:Le Rituel du coyote
- États-Unis /  Canada : 27 août 2012 sur NBC / CTV
- France :
- 16 avril 2013 sur Syfy France[20]
- 14 février 2014 sur NT1
- Québec : 2 septembre 2013 sur Ztélé

- États-Unis : 4,7 millions de téléspectateurs[28] (première diffusion)
- Canada : 1,21 million de téléspectateurs[29] (première diffusion)
- France : 350 000 téléspectateurs[30](deuxième diffusion)

- Mark Pellegrino  (Jarold)
- Maddie Hasson (Carly Kempfer, la fille de Jarold)
- John Pyper-Ferguson (Hayden Walker)

Hank tente de trouver de l'aide pour comprendre ses étranges visions. Un de ses vieux amis, Jarod Kemper, vient le voir, paniqué. Sa fille Carly, filleule de Hank, a en effet disparu depuis presque un jour. Nick réalise que Jarod est différent et cherche avec l'aide de Monroe quel type de Wesen il vient de rencontrer. Il découvre qu'il s'agit d'un coyote, un Wesen qui vit en meute. Nick profite d'une absence momentanée de Hank pour parler à Jarod, lui révéler qu'il sait qu'il est un coyote et lui promet de retrouver sa fille coûte que coûte. Pour cela, il doit savoir si son ancienne meute peut être à l'origine de l'enlèvement, ce qui les met sur la bonne piste.
Dans le même temps, Juliette se souvient de tout, même de Monroe, mais pas de Nick. En revanche, elle ne se souvient pas que Monroe lui a avoué être un Wesen.
Then she began to weep bitterly, and said, "What can a poor girl like me do now?"
(trad. litt. : Alors elle se mit à pleurer profondément, et dit : « Que peut faire une pauvre fille comme moi maintenant ? »)
- Traduction de la Version française: Elle sanglota et se mit à gémir: Pauvre de moi, que vais-je devenir?

### Épisode 4:Les Enragés
- États-Unis /  Canada : 3 septembre 2012 sur NBC / CTV
- France :
- 16 avril 2013 sur Syfy France[20]
- 14 février 2014 sur NT1
- Québec : 9 septembre 2013 sur Ztélé

- États-Unis : 4,62 millions de téléspectateurs[31] (première diffusion)
- Canada : 1,07 million de téléspectateurs[32] (première diffusion)
- France : 320 000 téléspectateurs[33](deuxième diffusion)

Un conducteur percute l'arrière d'un véhicule à l'arrêt. Le conducteur de devant, un peu sonné, sort de la voiture et va voir si l'autre va bien lorsque ce dernier tente de l'attaquer. Arrivés sur les lieux, Hank et Nick retrouvent l'autre homme, devenu complètement fou. Hank voit qu'il s'agit d'un Wesen mais les pustules sur son visage ne sont pas normales pour son espèce. Nick se rend compte qu'une bizarre et horrible maladie contagieuse pourrait en être la cause. Sans le savoir, le premier conducteur, un employé du service des forêts nommé Ryan Gilko, a déjà été contaminé.
Pendant ce temps, le capitaine Renard apprend qu'un nouvel assassin a été envoyé à Portland, malheureusement son contact ne connaît pas son identité. Il demande à un policier de vérifier qui est arrivé à Portland ,via Rome, de l'aéroport JFK.

### Épisode 5:Le Loup dans la bergerie
- États-Unis /  Canada : 28 septembre 2012 sur NBC / CTV
- France :
- 23 avril 2013 sur Syfy France[20]
- 21 février 2014 sur NT1
- Québec : 16 septembre 2013 sur Ztélé

- États-Unis : 5,32 millions de téléspectateurs[34] (première diffusion)
- Canada : 987 000 téléspectateurs[35] (première diffusion)
- France : 290 000 téléspectateurs[36](deuxième diffusion)

- Kristina Anapau (Megan Marston)

Dressed in the skin, the wolf strolled into the pasture with the sheep. Soon a little lamb was following him about and was quickly led away to slaughter.
(trad. litt. : Camouflé sous une peau, le loup se fondait parmi les moutons dans les pâturages. Mais déjà un petit agneau s'approcha de lui, ignorant le funeste destin auquel il serait bientôt conduit.)
- *Version française : « Dissimulé sous une peau de mouton, le loup se mêla au troupeau. Un agneau se mit à le suivre et fut aussitôt conduit à l'écart pour y être dévoré. »

### Épisode 6:Un pied dans la tombe
- États-Unis /  Canada : 5 octobre 2012 sur NBC / CTV
- France :
- 23 avril 2013 sur Syfy France[20]
- 21 février 2014 sur NT1
- Québec : 23 septembre 2013 sur Ztélé

- États-Unis : 5,29 millions de téléspectateurs[37] (première diffusion)
- France : 310 000 téléspectateurs[38](deuxième diffusion)

- Jaime Ray Newman (Angelina Lasser)
- Alice Evans (Mia)

### Épisode 7:En cavale
- États-Unis /  Canada : 12 octobre 2012 sur NBC / CTV
- France :
- 30 avril 2013 sur Syfy France[20]
- 28 février 2014 sur NT1
- Québec : 30 septembre 2013 sur Ztélé

- États-Unis : 5,01 millions de téléspectateurs[39] (première diffusion)
- France : 360 000 téléspectateurs[40](deuxième diffusion)

- Josh Stewart (Bill Granger)

### Épisode 8:Le Roi de la jungle
- États-Unis /  Canada : 19 octobre 2012 sur NBC / CTV
- France :
- 30 avril 2013 sur Syfy France[20]
- 28 février 2014 sur NT1
- Québec : 7 octobre 2013 sur Ztélé

- États-Unis : 5,03 millions de téléspectateurs[41] (première diffusion)
- Canada : 1,13 million de téléspectateurs[42] (première diffusion)
- France : 350 000 téléspectateurs[43](deuxième diffusion)

### Épisode 9:La Dame en blanc
- États-Unis /  Canada : 26 octobre 2012 sur NBC / CTV
- France :
- 7 mai 2013 sur Syfy France[20]
- 7 mars 2014 sur NT1
- Québec : 14 octobre 2013 sur Ztélé

- États-Unis : 6,11 millions de téléspectateurs[44] (première diffusion)
- Canada : 1,15 million de téléspectateurs[45] (première diffusion)
- France : 390 000 téléspectateurs[46](deuxième diffusion)

- Kate del Castillo (Valentina Espinosa)

### Épisode 10:Le Symbole mystérieux
- États-Unis /  Canada : 2 novembre 2012 sur NBC / CTV
- France :
- 7 mai 2013 sur Syfy France[20]
- 7 mars 2014 sur NT1
- Québec : 21 octobre 2013 sur Ztélé

- États-Unis : 5,64 millions de téléspectateurs[47] (première diffusion)
- Canada : 1,18 million de téléspectateurs[48] (première diffusion)
- France : 420 000 téléspectateurs[49](deuxième diffusion)

And branded upon the beast, the mark of his kin. For none shall live whom they have seen.
(trad. litt. : Et la bête fut marqué au fer, du sceau des siens. Nul ne devra rester en vie parmi ceux qui ont été témoins.)

### Épisode 11:L'Appel de la chair
- États-Unis /  Canada : 9 novembre 2012 sur NBC / CTV
- France :
- 14 mai 2013 sur Syfy France[20]
- 14 mars 2014 sur NT1
- Québec : 28 octobre 2013 sur Ztélé

- États-Unis : 5,21 millions de téléspectateurs[50] (première diffusion)
- Canada : 1,19 million de téléspectateurs[51] (première diffusion)
- France : 310 000 téléspectateurs[52](deuxième diffusion)

- Jason Gedrick (un homme)
- Lisa Vidal (la procureur)

La presse annonce qu'un condamné à mort nommé Craig Ferren va prochainement recevoir l'injection létale. Cependant Hank, qui avait personnellement arrêté Ferren il y a 7 ans, se rappelle que celui-ci avait clamé son innocence en tenant des propos étranges. Il disait qu'il avait agi par légitime défense contre des monstres qui voulaient le manger. À l'époque, Hank avait interprété cela comme de la démence. Mais à présent qu'il connait la vérité sur l'existence de telles créatures, il n'en est plus vraiment certain. Nick et lui n'ont plus que quelques heures avant l'exécution pour trouver une preuve concrète de l'innocence de Ferren.

### Épisode 12:Cœur de sorcière
- États-Unis /  Canada : 16 novembre 2012 sur NBC / CTV
- France :
- 14 mai 2013 sur Syfy France[20]
- 14 mars 2014 sur NT1
- Québec : 4 novembre 2013 sur Ztélé

- États-Unis : 5,03 millions de téléspectateurs[53] (première diffusion)
- France : 290 000 téléspectateurs[54](première diffusion)

### Épisode 13:Bas les masques
- États-Unis /  Canada : 8 mars 2013 sur NBC / CTV
- France :
- 3 septembre 2013 sur Syfy France[20]
- 21 mars 2014 sur NT1
- Québec : 11 novembre 2013 sur Ztélé

- États-Unis : 4,9 millions de téléspectateurs[55] (première diffusion)
- Canada : 942 000 téléspectateurs[56] (première diffusion)
- France : 330 000 téléspectateurs[57](deuxième diffusion)

The will to conquer is the first condition of victory.
(trad. litt. : La volonté de conquérir est la première condition de la victoire.)
- Traduction française: La volonté de vaincre est la condition première de la victoire.

### Épisode 14:Braquage à la Wesen
- États-Unis /  Canada : 15 mars 2013 sur NBC / CTV
- France :
- 3 septembre 2013 sur Syfy France[20]
- 21 mars 2014 sur NT1
- Québec : 18 novembre 2013 sur Ztélé

- États-Unis : 4,91 millions de téléspectateurs[58] (première diffusion)
- France : 370 000 téléspectateurs[59](deuxième diffusion)

 So the animals debated how they might drive the robbers out, and at last settled on an idea.
(trad. litt. : Les animaux débattirent pour savoir comment chasser les voleurs, puis s'arrangèrent sur une idée.)

### Épisode 15:Le Marchand de sable
- États-Unis /  Canada : 22 mars 2013 sur NBC / CTV
- France :
- 10 septembre 2013 sur Syfy France[20]
- 28 mars 2014 sur NT1
- Québec : 25 novembre 2013 sur Ztélé

- États-Unis : 5 millions de téléspectateurs[60] (première diffusion)
- Canada : 1,33 million de téléspectateurs[61] (première diffusion)
- France : 430 000 téléspectateurs[62](deuxième diffusion)

La potion n'est pas efficace sur le capitaine qui rêve encore de Juliette. Quant à cette dernière, elle a désormais des hallucinations et décide d'en parler à Rosalie.
Now we've got eyes - eyes - a beautiful pair of children eyes he whispered.
(trad. litt. : "Voilà de beaux yeux, de magnifiques yeux d'enfants", murmura-t-il.)

### Épisode 16:Game over
- États-Unis /  Canada : 29 mars 2013 sur NBC / CTV
- France :
- 10 septembre 2013 sur Syfy France[20]
- 28 mars 2014 sur NT1
- Québec : 2 décembre 2013 sur Ztélé

Charles Haid
- Directeur de la photographie: Eliot Rockett

- États-Unis : 4,86 millions de téléspectateurs[63] (première diffusion)
- Canada : 995 000 téléspectateurs[64] (première diffusion)
- France : 510 000 téléspectateurs[65](deuxième diffusion)

Lors d'une soirée donnée en l'honneur de la sortie d'un nouveau jeu, un des concepteurs se fait tuer. Quelqu'un en veut aux créateurs. 
 Then he seized his left foot with both hands in such a fury that he split in two .
(trad. litt. : Alors il saisit son pied gauche avec ses deux mains avec une telle fureur qu'il se déchira en deux.)

### Épisode 17:Le Ténor du barreau
- États-Unis /  Canada : 5 avril 2013 sur NBC / CTV
- France :
- 17 septembre 2013 sur Syfy France[20]
- 4 avril 2014 sur NT1
- Québec : 9 décembre 2013 sur Ztélé

- États-Unis : 5,13 millions de téléspectateurs[66] (première diffusion)
- Canada : 1,11 million de téléspectateurs[67] (première diffusion)
- France : 380 000 téléspectateurs[68](deuxième diffusion)

### Épisode 18:Le feu qui dort
- Canada : 19 avril 2013 sur CTV[69]
- États-Unis : 26 avril 2013 sur NBC
- France :
- 17 septembre 2013 sur Syfy France[20]
- 4 avril 2014 sur NT1
- Québec : 16 décembre 2013 sur Ztélé

- États-Unis : 4,85 millions de téléspectateurs[70] (première diffusion)
- Canada : 963 000 téléspectateurs[71] (première diffusion)
- France : 430 000 téléspectateurs[72](deuxième diffusion)

- Shohreh Aghdashloo (Stefania Vaduva Popescu)
- Bertila Damas:
- Gill Gayle:
- Danny Bruno:

Wesen impliqué: Taureus-Armenta (taureau), Blutbad (loup), Eisbiber (castor), Zauberbiest (sorcier), Hexenbiest (sorcière)
- À la suite des événements découlant des attentats du marathon de Boston, cet épisode initialement prévu pour être diffusé le 19 avril 2013 a été remplacé par une émission spéciale en direct sur la côte est des États-Unis, et conséquemment repoussé au 26 avril 2013[73]. Il a tout de même été diffusé au Canada[69].

### Épisode 19:Rencontre d'un autre type
- États-Unis /  Canada : 30 avril 2013 sur NBC / CTV Two
- France :
- 24 septembre 2013 sur Syfy France[20]
- 11 avril 2014 sur NT1
- Québec : 6 janvier 2014 sur Ztélé

- États-Unis : 5,77 millions de téléspectateurs[74] (première diffusion)
- France : 360 000 téléspectateurs[75](deuxième diffusion)

En plein cœur de la campagne de l'Oregon, John, un jeune fermier, découvre que plusieurs vaches ont été éventrées avant d'être lui-même affreusement tué, accidentellement, par ce qui semble être une créature extraterrestre. Quand il enquête sur place, Nick recueille les témoignages des fermiers voisins, qui parlent tous d'une étrange lumière bleue.

### Épisode 20:Le Baiser de la muse
- États-Unis /  Canada : 7 mai 2013 sur NBC / CTV Two
- France :
- 24 septembre 2013 sur Syfy France[20]
- 11 avril 2014 sur NT1
- Québec : 13 janvier 2014 sur Ztélé

- États-Unis : 5,67 millions de téléspectateurs[76] (première diffusion)
- France : 420 000 téléspectateurs[77](deuxième diffusion)

- Nora Zehetner (Chloé Sedgewick)
- Brian Gant (Anton Cole)

 "Tell me O' Muse, from whatsoever source, you may know them." .
(trad. litt. : "Dis-moi Ô Muse, depuis quelle source les connais-tu?")

### Épisode 21:Le Jour des morts-vivants
- États-Unis /  Canada : 14 mai 2013 sur NBC / CTV
- France :
- 1er octobre 2013 sur Syfy France[20]
- 18 avril 2014 sur NT1
- Québec : 20 janvier 2014 sur Ztélé

- États-Unis : 5,36 millions de téléspectateurs[78] (première diffusion)
- France : 280 000 téléspectateurs[79](deuxième diffusion)

- Mary McDonald-Lewis (Frau Pech)
- Shoreh Aghdashloo:

L'une des enquêtes de Nick et Hank les amène à croire à l'existence de zombies.
En effet à la suite d'un homicide il apparaît que l'une des victimes (tuée par la police) était déjà morte 3 jours plus tôt. En Europe, Adalind ne sait qui croire de Stefania ou madame Pech car elle espère retrouver ses pouvoirs de sorcière après la naissance du bébé.
 "Papa Ghede is a handsom fellow in his hat and coat of black. Papa Ghede is going to the palace! He'll eat and drink when he gets back!" .
(trad. litt. : Papa Ghede est un beau compagnon avec son chapeau et son manteau noir. Papa Ghede s'en va au palais! Il mangera et boira quand il reviendra!)

### Épisode 22:La Nuit des morts-vivants
- États-Unis /  Canada : 21 mai 2013 sur NBC / CTV
- France :
- 1er octobre 2013 sur Syfy France[20]
- 18 avril 2014 sur NT1
- Québec : 27 janvier 2014 sur Ztélé

- États-Unis : 4,99 millions de téléspectateurs[80] (première diffusion)
- Canada : 890 000 téléspectateurs[81] (première diffusion)
- France : 330 000 téléspectateurs[82](deuxième diffusion)

- Mary McDonald-Lewis (Frau Pech)

Juste, quand tout semble s'arranger avec Juliette, Nick doit enquêter sur une série d'agressions commises par des morts-vivants. Il apprend aussi par son chef, qu'Eric Renard est dans la région pour des affaires familiales.